# Sierra de las Guillerías
El macizo de Las Guillerías (en catalán Les Guilleries) está situado en el vértice entre la cordillera Prelitoral catalana y la cordillera Transversal, formando parte de ambas. Se sitúa en la confluencia de las comarcas de la Selva y Osona, en torno a la población de San Hilario Sacalm, limitando al oeste con la plana de Vich, al sur con las estribaciones del macizo del Montseny, al este con la depresión de la Selva, y al norte con el altiplano del Collsacabra.
Se trata de un macizo granítico poblado por bosques de encinas y alcornoques típicamente mediterráneos en las laderas solanas, y por robledales y hayedos de carácter eurosiberiano en las umbrías, aunque ambos tipos de bosque han sido sustituidos en parte por cultivos forestales de pinos y castaños. El clima de Las Guillerías es de tipo mediterráneo húmedo con matiz centroeuropeo. La pluviometría media anual se sitúa entre 800-1000 mm, con máximos pluviométricos en primavera y otoño, y frecuentes tormentas en verano que atenúan la sequía estival propia del clima mediterráneo.
La altura máxima del macizo es de 1204 m en "Sant Miquel de Solterra" o "de les Formigues". Abundan los manantiales de agua mineral así como las plantas embotelladoras, pudiendo citar entre los más conocidos los manantiales de "Font Vella", "Font d'Or" o "Font Picant". En las inmediaciones se hallan los embalses de Sau, y Susqueda, en el río Ter.
Como subcomarca, las Guillerías comprenden los municipios de San Hilario Sacalm, Osor, Susqueda, Vilanova de Sau, San Saturnino de Osormot, Espinelvas y Viladrau.